# Sárganyakú ara
A sárganyakú ara (Primolius auricollis), korábban aranyörves ara, a madarak osztályának papagájalakúak (Psittaciformes) rendjébe és a papagájfélék (Psittacidae) családjába tartozó faj.

## Rendszerezése
Korábbi besorolásai: 
- Primolius auricollis Pennhallurick (2001).
- Ara auricollis Stotz et al. (1996),
- Ara auricollis Sibley and Monroe (1990, 1993),
- Propyrrhura auricollis SACC (2005),
- Propyrrhura auricollis del Hoyo et al. (1997)

## Előfordulása
Bolívia, Paraguay, Argentína északi részén és Brazília egy területein honos, általában víz közelében található.

## Megjelenése
Hossza 38 centiméter, szárnya 22 centiméter. Homloka, feje teteje és a pofatájék alsó része  barnásfekete, csupasz felső része, kantárja és  szemgyűrűje krémfehér. Tollazata színében a zöld szín dominál. Nyakán egy sárga öv található.
|  |

## Életmódja
Kis csoportokban, néha más arák társaságában keresi magvakból és  gyümölcsökből álló táplálékát.

## Szaporodása
Téli hónapokban faodvakban költ. Fészekalja 3-4 tojásán 26 napig kotlik.

## Természetvédelmi helyzete
A Természetvédelmi Világszövetség Vörös listáján nem fenyegetett fajként szerepel.